# ماریوس یامپولسکیس
ماریوس یامپولسکیس (انگلیسی: Marius Jampolskis؛ زادهٔ ۱۸ اوت ۱۹۷۸) بازیگر اهل لیتوانی است.